# HMS Resolution (1771)
La HMS Resolution fu uno sloop della Royal Navy, una carboniera mercantile convertita acquistata dalla marina e riadattata, con la quale il capitano James Cook compì il suo secondo e terzo viaggio di esplorazione del Pacifico. Lo colpì talmente tanto che la definì "la mia nave preferita" e "la migliore in servizio che abbia mai visto".

## Acquisto ed adattamento
La Resolution iniziò la propria carriera come carboniera Marquis of Granby impiegata nel Mare del Nord, varata a Whitby nel 1770 ed acquistata dalla Royal Navy nel 1771 per 4151 sterline (equivalenti a 474 800 sterline del 2014). In origine fu registrata col nome di HMS Drake, ma temendo che potesse irritare gli spagnoli fu rinominata subito in Resolution, il 25 dicembre 1771. Fu equipaggiata al cantiere navale di Deptford con gli strumenti navali più avanzati del tempo, compresa una bussola azimutale fabbricata da Henry Gregory, ancore da ghiaccio e i più moderni apparati per la distillazione di acqua dolce a partire dall'acqua di mare. Furono montati dodici cannoni leggeri da 6 e dodici girelle. A proprie spese Cook fece installare cardini in ottone per le porte nella cabina principale. Inizialmente si era deciso di far salpare con Cook il naturalista Joseph Banks ed un adeguato equipaggio, tanto che furono costruiti un nuovo ponte superiore ed un ponte di poppa rialzato per ospitare Banks. Nei primi test in mare si scoprì che la nave era troppo pesante, e su indicazione dell'Ammiragliato le nuove strutture furono rimosse a Sheerness. Banks si rifiutò di viaggiare nelle nuove "avverse condizioni" e fu sostituito da Johann Reinhold Forster e da suo figlio George.

## Viaggi di Cook
La Resolution partì da Sheerness il 21 giugno 1772 con a bordo 118 persone, compresi 20 volontari che avevano viaggiato con Cook nel suo primo viaggio sulla HMS Endeavour nel 1768–1771, e provviste per due anni. Tra le provviste caricate all'inizio del viaggio ci furono 27 tonnellate di gallette, 7637 pezzi di carne salata e 14200 pezzi di maiale, 850 kg di sugna, 1400 kg di uva passa, 1100 litri di farina d'avena, 800 litri di olio d'oliva e 900 kg di zucchero. Le riserve contro lo scorbuto comprendevano 2400 litri di malto, 9 tonnellate di crauti, 1800 kg di cavolo salato, 180 kg di mostarda e 113 litri di marmellata di carote. Le riserve di alcool comprendevano 19 tonnellate di birra e 2400 litri di vino. La nave si unì alla HMS Adventure a Plymouth ed insieme lasciarono le acque britanniche il 13 luglio 1772.
Il primo approdo della Resolution fu a Funchal nelle isole Madera, dove giunse il 1º agosto. Cook lodò le sue doti di navigazione in un resoconto all'Ammiragliato da Funchal Roads, scrivendo che "vira, lavora, naviga bene ed è notevolmente rigida e sembra promettere di essere una nave asciutta e molto semplice da guidare in mare". La nave fu rifornita con acqua fresca, carne, frutta e cipolle, e dopo un nuovo rifornimento a Capo Verde due settimane dopo salpò verso sud in direzione del Capo di Buona Speranza. Buona parte dell'equipaggio si era portata a bordo delle scimmie come animali di compagnia, ma Cook le gettò fuori bordo per evitare che sporcassero la nave.
Durante il suo primo viaggio Cook aveva calcolato la longitudine con il tradizionale metodo delle fasi lunari, ma nel secondo viaggio il Board of Longitude imbarcò un esperto astronomo, William Wales, fornendogli un nuovo cronometro nautico, il K1, recentemente costruito da Larcum Kendall, oltre a tre cronometri di John Arnold. Il K1 di Kendall fu incredibilmente accurato e si dimostrò il più efficiente nel calcolo della longitudine a bordo della Resolution.
Il 17 gennaio 1773 la Resolution fu la prima nave ad attraversare il circolo polare antartico, e lo fece per due volte durante lo stesso viaggio. Il terzo attraversamento, avvenuto il 3 febbraio 1774, fu il punto più meridionale, raggiungendo la latitudine di 71°10′ sud alla longitudine di 106°54′ ovest. La Resolution dimostrò quindi essere un mito la teoria della Terra Australis formulata da Alexander Dalrymple. Tornò in Inghilterra nel 1775 dove terminò il proprio servizio. Rientrò i servizio nel febbraio 1776 in occasione del terzo viaggio di Cook, iniziato il 12 luglio 1776 da Plymouth, in Inghilterra, nel quale la Resolution attraversò il circolo polare artico il 17 agosto 1778, per poi rifarlo il 19 luglio 1779 sotto la guida di Charles Clerke dopo la morte di Cook. Tornò in Inghilterra il 4 ottobre 1780.

## Fine del servizio e perdita
Nel 1780 la Resolution fu trasformata in nave da trasporto armata e salpò in direzione delle Indie Orientali nel marzo del 1781. Fu catturata dalla Sphinx e dalla Annibal dello squadrone francese di de Suffren il 9 giugno 1782. Dopo lo scontro di Negapatam del 6 luglio 1782, la Resolution fu mandata a Manila per imbarcare legna, biscotti e sartiame, e per assoldare a forza ogni marinaio del posto. Salpò il 22 luglio 1782 e non fu mai più vista.
Il 5 giugno 1783 de Suffren scrisse che la Resolution era stata vista l'ultima volta nello stretto della Sonda, e che si sospettava essere stata affondata o conquistata dagli inglesi. Un membro dell'equipaggio della Argus di Melbourne, disse il 25 febbraio 1879 che aveva terminato la propria vita come carboniera portoghese a Rio de Janeiro, ma questa ipotesi non fu mai confermata. Il Visconte Galway, Governatore generale della Nuova Zelanda, possedeva una polena che si diceva essere appartenuta alla Resolution, ma una sua fotografia permise di capire che non corrispondeva a quella raffigurata nel famoso acquerello di Holman.
Nel 1789 potrebbe essere stata rinominata in Général Conway, nel novembre 1790 Amis Réunis e nel 1792 Liberté. Nella biografia di Cook scritta da Martin Dugard, Farther Than Any Man, pubblicata nel 2001, si dice: "Il suo destino, per una crudele ironia della storia, è tanto incredibile quanto quello della Endeavour – lei [Resolution] fu venduta ai francesi, ribattezzata come La Liberte e trasformata in baleniera, prima di finire i propri giorni marcendo nel porto di Newport. Affondò a solo un miglio dalla Endeavour".
Esiste però un racconto del 1881 nella quale il console britannico di Alessandria d'Egitto, guardando fuori dal palazzo Ras el-Tin, avrebbe suggerito l'uso della Resolution nel porto a William N. Armstrong, il quale si presentò poi al re hawaiiano Kalākaua durante il suo viaggio intorno al globo.